# 스쿨 포 스카운드럴
English《스쿨 포 스카운드럴》(영어: School for Scoundrels)은 미국에서 제작된 토드 필립스 감독의 2006년 코미디 영화이다. 빌리 밥 손턴, 존 히더 등이 출연하였고, 대니얼 골드버그 등이 제작에 참여하였다.
평단으로부터 대체로 부정 평가를 받았다.

## 줄거리
주차 집행관 로저는 자존감 향상 수업에 등록해 강사 닥터 P가 시키는대로 부도덕한 행위 등을 수행한다. 약간의 자신감을 얻은 로저는 같은 건물에 사는 오스트레일리아 교환 대학원생 어맨다에게 데이트를 신청해 승낙을 받아내는 데 성공한다. 그러나 닥터 P는 오로지 자신이 더 낫다는 걸 증명하기 위해 아내와 사별한 외과의인 척 하여 어맨다를 꼬셔낸다.
분노한 로저는 테니스 경기에서 실수인 척 고의로 닥터 P를 여러 차례 때린다. 닥터 P는 학생들을 시켜 어맨다 집에 침입하여 벽에 낙서를 남기고 속옷을 훔치게 해 로저를 스토커로 몬다. 로저가 닥터 P의 차를 견인해 보복하자 닥터 P는 로저인 척 로저의 상사에게 성희롱으로 해석될 수 있는 구절이 적힌 편지를 보내 로저가 해고되게 만든다.
닥터 P가 과거에도 비슷한 일을 반복했다는 걸 알게 된 로저는 전·현 학생들로부터 도움을 받아 어맨다 앞에서 닥터 P의 진상을 폭로하는 데 성공한다.
얼마 후 닥터 P는 로저에게 수업 사상 최초로 합격 수료증을 건넨다. 닥터 P는 차후 수업에 초청 연사로 와줄 것을 요청하지만 로저는 거절한다.

## 출연
- 빌리 밥 손턴 - 닥터 P / 데니스 셔먼 역
- 존 히더 - 로저 와델 역
- 마이클 클라크 덩컨 - 레셔 역
- 저신다 배럿 - 어맨다 역
- 세라 실버먼 - 베키 역
- 벤 스틸러 - 로니 역
- 데이비드 크로스 - 이언 역
- 맷 월시 - 월시 역
- 허레이쇼 샌즈 - 디에고 역
- 토드 루아이조 - 일라이 역
- 존 글레이저 - 어니 역
- 폴 시어 - 리틀 피트 역
- 댄 포글러 - 잭 역
- 루이스 구스만 - 무어헤드 경사 역
- 디레이 데이비스 - 비비 역
- 짐 파슨스 - 학생 역
- 아지즈 안사리 - 학생 역

## 기타 제작진
- 공동 제작: 조앤 페리타노, 스콧 버드닉
- 배역: 진 매카시
- 미술: 넬슨 코츠
- 의상: 루이즈 밍건바크